# Lyudmila Turishcheva
Lyudmila Ivanovna Turishcheva (en russe Людми́ла Ива́новна Тури́щева, Lioudmila Ivanovna Tourichtcheva) est une gymnaste soviétique, née le 7 octobre 1952 à Grozny. Elle a remporté neuf médailles aux Jeux olympiques, dont quatre d'or, trois d'argent et deux de bronze. Elle est l'épouse de Valeriy Borzov, sprinteur soviétique, puis dirigeant sportif et homme politique ukrainien.

## Palmarès

### Jeux olympiques
- Mexico 1968
  -  médaille d'or au concours par équipes

- Munich 1972
  -  médaille d'or au concours par équipes
  -  médaille d'or au concours général individuel
  -  médaille d'argent au sol
  -  médaille de bronze au saut

- Montréal 1976
  -  médaille d'or au concours par équipes
  -  médaille de bronze au concours général individuel
  -  médaille d'argent au saut
  -  médaille d'argent au sol